# Дачија дастер
Дачија дастер (енгл. Dacia Duster) је кросовер који производи румунска фабрика аутомобила Дачија. Дастер је први теренски аутомобил овог произвођача. Развијен је у сарадњи групације Рено-Нисан и њене румунске подружнице Дачије 2010. године. На неким тржиштима Азије, Африке и Јужне Америке овај аутомобил је познат и као Рено дастер или Нисан терано.

## Историјат

### Прва генерација (2010–2017)
Дастер је први пут представљен крајем 2009. године, а званично на салону аутомобила у Женеви марта 2010. године. To је трећи модел који је заснован на платформи Б0, односно Нисановој платформи Б, после логана и сандера. Због своје цене намењен је за тржишта у развоју, међутим продаја је веома успешна и у најбогатијим земљама.
Године 2011. је на Euro NCAP тестовима судара, добио три од могућих пет звездица за безбедност. Дастер су чланови жирија из 15 земаља централне и југоисточне Европе у организацији Аутобеста 2011. изабрали за најбољи аутомобил године.
Септембра 2013. године на салону аутомобила у Франкфурту, представљен је редизајн овог модела. У спољашњем изгледу изведене су минималне корекције дизајна, најуочљивија је нова маска хладњака, предњи фарови који су опремљени дневним лед светлима, нови наплаци од лаке легуре пречника 16 инча и нешто измењене задње светлосне групе. Највеће измене је претрпела унутрашњост, која изгледа нешто модерније. Измењена је командна табла, добија доста нових преграда, седишта су преобликована, знатно боља изолација ентеријера. Главна новина је мултимедијални систем (media nav) са навигацијом и блутут конекцијом и темпомат. Све ове измене су настале пре свега као последица захтева купаца из западноевропских земаља.
Доступан је са петостепеним и шестостепеним мануелним или четворостепеним аутоматским мењачем, а осим модела са предњим погоном, у понуди су и верзије са погоном на сва четири точка. Користи Реноове моторе, и то бензински од 1,2 (125 КС), 1,6 16V (102, 105 и 114 КС), 2,0 16V (135 и 141 КС) и дизел мотори од 1,5 dCi (86, 107 и 110 КС).

#### Мотори
|               | 1.2 TCe      | 1.6 16V      | 1.6 SCe      | 1.5 dCi      | 1.5 dCi      | 1.5 dCi (4×4) |
| ------------- | ------------ | ------------ | ------------ | ------------ | ------------ | ------------- |
| Запремина     | 1197 cm³     | 1598 cm³     | 1598 cm³     | 1461 cm³     | 1461 cm³     | 1461 cm³      |
| Гориво        | турбобензин  | бензин       | бензин       | турбодизел   | турбодизел   | турбодизел    |
| Снага         | 125 KS       | 105 KS       | 114 KS       | 90 KS        | 107 KS       | 110 KS        |
| Обртни момент | 205 Nm       | 148 Nm       | 156 Nm       | 200 Nm       | 240 Nm       | 240 Nm        |
| 0−100 km/h    | 10,4 s       | 11,8 s       | 11,0 s       | 13,8 s       | 11,8 s       | 12,5 s        |
| Брзина        | 175 km/h     | 165 km/h     | 170 km/h     | 156 km/h     | 171 km/h     | 168 km/h      |
| Потрошња      | 6,0 l/100 km | 7,1 l/100 km | 6,4 l/100 km | 5,0 l/100 km | 5,3 l/100 km | 5,6 l/100 km  |

#### Галерија
- Дачија дастер
- Дачија дастер, редизајн
- Дачија дастер, редизајн
- Рено дастер у Русији
- Рено дастер (Јужна Америка и Африка)
- Рено дастер у Чилеу
- Основнији модел дастера, сликан у Крагујевцу, Србија

### Друга генерација (2017–)
Друга генерација је представљена на салону аутомобила у Франкфурту септембра 2017. године.